# Federale regering
Een federale regering of bondsregering is de overkoepelende regering van een federale staat of een bondsstaat. Naast een federale regering zijn er meer regeringen op deelstaatniveau. Dit kan gaan over onder andere staten (Verenigde Staten), landen (Duitsland) en gewesten of gemeenschapen (België). 
In het geval van de federale regering van België wordt bedoeld: de Belgische federale regering, dit ten overstaan van de verschillende regeringen van de gewesten en de gemeenschappen.
Een bondsregering kan verwijzen naar de Duitse bondsregering, de Oostenrijkse bondsregering of de Zwitserse bondsraad.